# Linopherus microcephala
Linopherus microcephala är en ringmaskart. Linopherus microcephala ingår i släktet Linopherus och familjen Amphinomidae. Inga underarter finns listade i Catalogue of Life.